# Otto Bradfisch
Otto Bradfisch (Zweibrücken, 10 maggio 1903 – Seeshaupt, 22 giugno 1994) è stato un economista, giurista e militare tedesco, SS-Obersturmbannführer, capo dell'Einsatzkommando 8 dell'Einsatzgruppe B della Sicherheitspolizei e del Sicherheitsdienst, Befehlshaber der Sicherheitspolizei und des SD (BdS, comandante della Polizia di Sicurezza) a Litzmannstadt (Łódź) e Potsdam.

## Biografia
Nacque nel 1903 a Zweibrücken, secondo di quattro figli del commerciante Karl Bradfisch. A Kaiserslautern frequentò per quattro anni la Volksschule e successivamente il Gymnasium. Nel 1922 sostenne l'esame di maturità. Studiò economia nelle università di Friburgo, Lipsia, Heidelberg e Innsbruck Bradfisch. Concluse i suoi studi con la laurea in Scienze Politiche presso l'Università di Innsbruck nel 1926. In seguito, Bradfisch studiò ancora legge a Erlangen e Monaco per migliorare le sue possibilità professionali. Il 17 febbraio 1932 e il 20 settembre 1935 sostenne l'esame di stato in legge. Bradfisch si sposò il 23 novembre 1932, dal matrimonio nacquero tre figli, la più giovane dei quali, una bambina nata a Łódź, morì durante la fuga dall'avanzata dell'esercito sovietico.

### Carriera professionale e politica
Impegnato dapprima come assessore nel governo dell'Alta Baviera, fu trasferito al Ministero degli Interni bavarese come assessore. Già il 1º gennaio 1931 aveva aderito al NSDAP (nº 405.869). Nel periodo in cui studiava a Monaco, lavorava come capogruppo locale (Ortsgruppenleiter) a Frisinga. Nel 1936 entrò nel Nationalsozialistisches Kraftfahrkorps. Il 26 settembre 1938 entrò nelle SS (nº 310.180) come SS-Obersturmführer.
Spinto da un conoscente, Bradfisch fece domanda per entrare in servizio nella Gestapo, fu assunto il 15 marzo 1937. Gli fu anche affidata la direzione ad interim del posto di polizia di Neustadt an der Weinstraße. Nominato consigliere del governo il 4 novembre 1938, Bradfisch vi rimase fino al suo incarico di capo dell'Einsatzkommando 8, collegato all'Einsatzgruppe B della Sicherheitspolizei e del Sicherheitsdienst, nel giugno 1941.

## Capo dell'Einsatzkommando 8 dell'Einsatzgruppe B
L'Einsatzgruppe B era uno dei quattro Einsatzgruppen schierati per le operazioni speciali durante l'Operazione Barbarossa. Questo Einsatzgruppe era guidato dall'SS-Brigadeführer Arthur Nebe, capo del Kripo, ed era suddiviso negli Einsatzkommando 8 e 9, nei Sonderkommando 7a e 7b e nel Vorkommando Moskau e collegato allo schieramento Heeresgruppe Mitte.
I compiti degli Einsatzgruppen furono stabiliti da un ordine orale del Führer e da una direttiva scritta del capo del Reichssicherheitshauptamt (RSHA), Reinhard Heydrich, il 2 luglio 1941, per la sicurezza delle aree nelle retrovie dell'esercito in avanzata e per l'esecuzione di compiti di polizia fino all'istituzione dell'amministrazione civile nelle aree conquistate, nonché per il "trattamento speciale dei potenziali oppositori", cioè la loro eliminazione. Heydrich identificò nell'ordine:"tutti i funzionari del Comintern (cioè tutti i politici comunisti di professione), i funzionari superiori, medi e inferiori del Partito, del Comitato Centrale e dei comitati regionali e di zona, i commissari del popolo, gli ebrei che ricoprono cariche di Partito e di Stato, vari altri elementi radicali (sabotatori, propagandisti, cecchini, assassini, agitatori e così via)". Questa cerchia di persone fu in seguito allargata a tutti gli "elementi politicamente intollerabili" tra i prigionieri di guerra e infine a tutte le "razze inferiori" come ebrei, rom e "elementi asiatici" in genere.
Destinato in un primo momento ad assumere l'incarico di consulente del personale dell'Einsatzgruppe B, Bradfisch partecipò a un importante incontro presso la Scuola di Polizia di Frontiera di Pretzsch, durante la quale Heydrich e il Capo del IV Dipartimento RSHA, Heinrich Müller, spiegarono ai capi dell'Einsatzgruppe e dell'Einsatzkommando in tutta chiarezza il loro compito. Dopo la presentazione delle istruzioni, il capo dell'Einsatzkommando 8, inizialmente previsto, il capo provvisorio del posto di polizia di Liegnitz Ernst Ehlers, si rivolse al capo dell'Einsatzgruppe B Nebe con il desiderio di essere esonerato da questo compito. Nebe assecondò il desiderio di Ehlers e nominò Bradfisch come suo sostituto.
L'Einsatzkommando 8, guidato da Bradfisch dall'inizio della Campagna di Russia in poi, era composto da sei sottodivisioni di diversa forza, ognuna guidata da un capo SS. La forza complessiva dell'unità era di circa 60-80 uomini. In considerazione della sua posizione ufficiale di consigliere del governo e di capo della Polizia di Stato di Neustadt an der Weinstraße, Bradfisch, in qualità di capo dell'Einsatzkommando 8, ricevette il grado di SS-Sturmbannführer. Con l'invasione della Russia il 22 giugno 1941, l'Einsatzkommando 8 seguì lo Heeresgruppe Mitte attraverso Białystok e Baranavičy, e alla fine del 1941 fino a Minsk. Il 9 settembre 1941 raggiunsero Mahilëŭ dove, dato il rallentamento dell'offensiva tedesca e l'imminente inverno, fu pianificata una lunga permanenza.
Per quanto riguarda le modalità con cui l'Einsatzkommando 8 svolgeva i compiti che gli erano stati ordinati, e che erano più o meno le stesse per ogni Einsatzkommando, la Corte di Stato di Monaco, nella sentenza del 21 luglio 1961 al processo agli Einsatzgruppen, le ha descritte come segue:
Le fucilazioni di massa avvenivano in ogni caso al di fuori della città o della località "mantenuta", dove cavità naturali, postazioni di fanteria e artiglieria abbandonate, e soprattutto trincee blindate o fosse comuni scavate dalle stesse vittime, fungevano da luoghi di esecuzione. Nelle esecuzioni avvenute nelle prime settimane dell'Operazione Barbarossa, venivano uccisi solo uomini di età compresa tra i 18 e i 65 anni, mentre donne e bambini venivano spesso risparmiati. Al più tardi a partire dall'agosto 1941, tuttavia, già durante le fucilazioni a Minsk, si passò a uccidere uomini e donne di tutte le età e persino bambini. Dopo aver completato i preparativi, le vittime, che venivano scaricate dai camion proprio vicino alla fossa di fucilazione e che dovevano rimanere sedute a terra in attesa degli eventi successivi, venivano portate alla fossa dai membri dell'Einsatzkommando 8, oppure condotte dai membri del Kommando fino alla fossa, se necessario con l'aiuto di colpi e spinte. Dopo aver consegnato gli oggetti di valore e gli indumenti in buono stato, a meno che ciò non fosse già avvenuto al momento della prigionia, dovevano stendersi con la faccia a terra e venivano uccisi con un colpo alla nuca. Nelle prime campagne di fucilazione (Białystok, Baranavičy, Minsk), ma occasionalmente anche in seguito, in occasione di azioni importanti, venivano costituite squadre di esecuzione composte da membri dell'Einsatzkommando e da poliziotti, la cui forza corrispondeva in ogni caso al numero dei gruppi di persone condotte alla fossa di fucilazione, o in qualche caso addirittura al doppio, cosicché in ogni caso un tiratore o due tiratori dovevano sparare a una vittima. Queste squadre di fucilazione, armate di carabine (Karabiner 98 kurz), erano composte per lo più da poliziotti e comandate da un capo plotone dell'unità di polizia posta sotto il suo comando, che era adeguato al comando impartitogli dalla direzione dell'Einsatzkommando 8. In queste esecuzioni eseguite dalle squadre di fucilazione, a volte capitava che le vittime dovessero mettersi sul bordo della fossa, per poi essere "sparate dentro" la fossa.
Nel corso dello schieramento, si passò sempre più spesso dal tiro con le salve di fucile all'uccisione delle persone designate con colpi singoli o con pistole mitragliatrici. Il motivo di questa scelta risiedeva nel fatto che sparare con le salve di fucile richiedeva un tempo relativamente lungo e, inoltre, la forza dei colpi esplosi dalla distanza più breve era così violenta che la squadra di esecuzione e le altre persone che partecipavano all'azione venivano spruzzate con il sangue e i pezzi di cervello delle persone uccise, una circostanza che aumentava lo stress mentale degli uomini della squadra di esecuzione, già di per sé straordinario, che spesso venivano mancati e quindi la sofferenza delle vittime era prolungata.
Le fucilazioni con le mitragliatrici venivano effettuate di norma in modo tale che i membri dell'Einsatzkommando nella fossa designata per l'esecuzione procedevano lungo la fila di persone da fucilare, uccidendo una vittima dopo l'altra con colpi alla nuca. Questo metodo di esecuzione portava inevitabilmente alcune delle vittime a dover aspettare più a lungo sdraiate su cadaveri malridotti o per nulla sepolti, con la morte certa davanti agli occhi, fino a quando non veniva loro sparato il colpo di grazia. In alcuni casi, l'uccisione delle vittime avveniva in modo tale che esse venivano portate sul luogo della fucilazione ancora più velocemente, infilate nella fossa e poi, mentre cadevano, venivano fucilate. Mentre nelle fucilazioni di Białystok e Baranavičy, e in parte ancora in quelle di Minsk, i cadaveri venivano più o meno coperti con sabbia o terra prima che il gruppo successivo venisse spinto o condotto alla fossa, tale copertura avveniva solo raramente nelle fucilazioni successive, cosicché le vittime che seguivano, se venivano fucilate nella fossa, dovevano adagiarsi sui cadaveri di coloro che erano stati appena uccisi. Ma anche nei casi in cui i cadaveri erano stati leggermente ricoperti di sabbia o terra, le vittime che seguivano notavano i corpi dei loro compagni uccisi, le cui parti spesso sporgevano dalla sottile copertura di sabbia o terra. Alle esecuzioni non partecipava un medico. Se una delle vittime mostrava ancora segni di vita, veniva sparato un colpo di pistola da un membro del Kommando, di solito un capo.
Ciascuno dei luoghi delle esecuzioni era isolato dai membri dell'Einsatzkommando o dai funzionari di polizia a loro subordinati, cosicché per le persone che si trovavano nelle vicinanze della fossa di fucilazione in attesa della morte non c'era alcuna possibilità di sfuggire al loro destino. Anzi, avevano l'opportunità - questa circostanza dimostra una particolare intensificazione delle loro sofferenze - di sentire il crepitio delle salve di fucile o dei colpi di mitragliatrice e, nei casi più rari, di osservare le fucilazioni di cui erano vittime vicini, amici e parenti.
Di fronte a questo destino orrendo, le vittime spesso scoppiavano in forti pianti e lamenti, pregavano ad alta voce e cercavano di riaffermare la loro innocenza. Alcune, tuttavia, sono andate incontro alla morte con calma e tranquillità.»

### Azioni sul campo
Bradfisch, in qualità di capo dell'Einsatzkommando 8, era responsabile di tutte le misure e le esecuzioni, ad esempio:
- Białystok, due campagne di fucilazione di almeno 1100 ebrei e funzionari bolscevichi;
- Baranavičy, due campagne di fucilazione di almeno 381 ebrei;
- Minsk, sette fucilazioni di ebrei per almeno 2000 persone;
- Mahilëŭ, otto campagne di fucilazione di almeno 4100 uomini, donne e bambini ebrei e prigionieri di guerra russi;
- Babrujsk, operazione in cui sono stati fucilati almeno 5000 uomini, donne e bambini ebrei.[14][7]

Per certi versi guidò le esecuzioni e in qualche caso sparò anche con le sue stesse mani. Per quanto riguarda le attività del suo Einsatzkommando, Bradfisch doveva fare rapporto all'Einsatzgruppe B, di grado superiore, che inviava all'RSHA questi rapporti compilati insieme a quelli degli altri Einsatzkommando. I singoli rapporti furono quindi condensati dall'Ufficio IV A nei cosiddetti rapporti sugli eventi.

### Comandante della Sicherheitspolizei e del Sicherheitsdienst
Bradfisch fu attivo come capo dell'Einsatzkommando 8 fino al 1º aprile 1942. Il 26 aprile 1942 fu trasferito a Łódź (in tedesco: Litzmannstadt) e nominato capo della polizia di Stato. In questa funzione fu anche responsabile della deportazione degli ebrei nel campo di sterminio di Chełmno. Nell'estate del 1942 divenne comandante di zona della Sicherheitspolizei e del Sicherheitsdienst. Nell'autunno dello stesso anno fu nominato provvisoriamente sindaco di Łódź. In questa veste fu anche promosso ad alto consigliere del governo e SS-Obersturmbannführer il 25 gennaio 1943.

### Fine della guerra
Dopo l'evacuazione della città nel dicembre 1944, durante gli ultimi mesi di guerra, Bradfisch lavorò come comandante della Sicherheitspolizei e del Sicherheitsdienst, HSSPF a Potsdam. Mentre l'Armata Rossa si avvicinava, Bradfisch riuscì a fuggire verso ovest, procurandosi un documento della Wehrmacht con il nome dell'ufficiale Karl Evers. Dapprima si trovò sotto la custodia americana come prigioniero di guerra, fu trasferito sotto la custodia britannica e, nell'agosto del 1945, fu rilasciato.

## Nel dopoguerra
Fino al 1953, Bradfisch riuscì a nascondere la sua vera identità utilizzando il nome di Karl Evers. Lavorò prima nel settore agricolo e poi in quello minerario. Quando Bradfisch divenne agente assicurativo a Kaiserslautern, e direttore regionale per la Hamburg-Mannheimer Versicherung, ricominciò a usare il suo vero nome. Il 21 aprile 1958, Bradfisch fu arrestato e condannato il 21 luglio 1961 a 10 anni di lavori forzati, per il reato di concorso in omicidio collaborativo in 15.000 casi. Nel 1963 fu condannato a 13 anni di carcere. Bradfisch fu rilasciato nel luglio 1969. Morì a Seeshaupt nel 1994, all'età di 91 anni.